# Lista de povos itálicos

Mapa das línguas itálicas antigas

Os povos itálicos antigos são todos aqueles povos que falavam línguas itálicas antes da dominação romana.

## Antecedentes
As primeiras tribos itálicas a entrar na península italiana cruzaram os Apeninos e eventualmente ocuparam a região do Lácio, que incluiu Roma. Antes de 1 000 a.C., seguiram as tribos relacionadas, que posteriormente se dividiram em vários grupos e gradualmente se mudaram para o centro e o sul da Itália.
- Latino-Faliscos:
  - Faliscos
  - Latinos

- Osco-úmbrias, também chamadas Sabelianas:
  - Úmbrios
    - Marsos
    - Úmbrios
    - Volscos

  - Oscos
    - Marrucinos
    - Oscos
      - Auruncos
      - Ausônios
      - Campânios

    - Pelignos
    - Sabinos

  - Samnitas
    - Brútios
    - Frentanos
    - Lucanos
    - Samnitas
      - Pentros
      - Caracenos
      - Caudinos
      - Hirpinos

  - Outros
    - Équos
    - Fidenos
    - Hérnicos
    - Picentinos
    - Vestinos
    - Sícelos
    - Enótrios